# Disney's Animal Kingdom
Disney's Animal Kingdom is een pretpark in het Walt Disney World Resort in Lake Buena Vista, Florida. De oppervlakte van het park beslaat een gebied van 200 hectare en is hiermee het grootste pretpark van het resort. Het park werd geopend op 22 april 1998. In 2015 werd het park bezocht door 10,9 miljoen gasten, wat het park op de zevende plaats zette van meest bezochte pretparken ter wereld.
Disney's Animal Kingdom is het eerste pretpark binnen de Walt Disney Company, dat opgebouwd is rondom het idee van een dierentuin, naar een idee van Walt Disney zelf. Dankzij de vele uitbreidingen op attractiegebied is het park echter niet meer met een dierentuin te vergelijken. Het park is aangesloten bij de Association of Zoos and Aquariums (AZA), wat het tot een gecertificeerd dierenpark maakt op gebied van educatie, behoud van diersoorten en onderzoek.

## Toewijding
Welcome to a Kingdom of Animals... real, ancient and imagined: a Kingdom ruled by lions, dinosaurs and dragons; a Kingdom of balance, harmony and survival; a Kingdom we enter to share in the wonder, gaze at the beauty, thrill at the drama, and learn.
— Michael Eisner, 22 april 1998

## Geschiedenis

### Het begin
Vanwege het succes van de talloze dierenparken in Florida en de traditionele attractie Jungle Cruise in het Magic Kingdom, besloot Disney onder leiding van Michael Eisner in 1994 dat Disney ook een dierenpark nodig had om bezoekers te trekken. Op 20 juni 1995 kondigde Eisner aan dat de bouwwerkzaamheden zouden starten in september 1995, om een oppervlakte van 200 hectare te bebouwen met een nieuw attractiepark, Disney's Animal Kingdom, in het westelijke gedeelte van het Walt Disney World Resort.
Het park opende zijn deuren op 22 april 1998 in feestelijke stijl. Het publiek was enthousiast over het park, en sindsdien wordt het park nog dagelijks door duizenden mensen bezocht. De opening verliep echter niet helemaal vlekkeloos. Er werd namelijk geprotesteerd door verschillende Amerikaanse protestgroepen, die niet achter het idee stonden dat de Walt Disney Company een attractiepark zou openen waarin dieren werden betrokken. Ze hadden geen vertrouwen in het beleid dat Disney zou voeren met de dieren. Ook de PETA had haar bedenkingen bij het park.
Disney gaf aan dat ze omtrent het beleid van de dieren verschillende maatregelen hadden getroffen. Zo werden er in het park geen vuurwerkshows georganiseerd, of evenementen die te veel lawaai maakten, zodat de dieren geen stress zouden krijgen. Ook sloot het park zijn deuren een uur vroeger dan de andere parken in het Walt Disney World Resort, zodat de dieren hun rust hadden. Wanneer het park toch langer open bleef, zouden de dieren eerder op stal worden gezet.
Ook was er tegenstrijd met de New Year's Eve, een show die buiten het park plaatsvindt om de jaarwisseling te vieren. Ook hier nam Disney maatregelen, door vuurwerk te gebruiken met weinig geluid, dit werd door een inspecteur van de USDA goedgekeurd.
Het was niet de bedoeling om met het park te beginnen als een gecertificeerde dierentuin. Desondanks ontving het toch een certificatie van de AZA, die geldig was tot maart 2010. De eerste band van het park met de AZA dateert uit 2002, waarbij een uitwisselingsprogramma voor dieren werd opgesteld, dat voor bevordering zou zorgen van de voortplanting van dieren in de wijde wereld.

### Verdere uitbreiding
Een jaar na de opening van het park opende Kali River Rapids. In 2017 opende het themagebied Pandora - The World of Avatar, bestaand uit de attracties Na'Vi River Journey en Avatar Flight of Passage. Het gehele themagebied staat in het teken van de film Avatar. Het themagebied won een jaar later een Thea Award. Op 15 maart 2020 sloot de attractie Primeval Whirl. Een jaar later werd er begonnen met de afbraak van de achtbaan.

## Transport
Disney's Animal Kingdom is onder andere te bereiken met de auto. Omdat de parkeerplaats niet ver van het park verwijderd lag, voelde de organisatie van het resort geen verantwoordelijkheid om te zorgen voor extra vervoersgelegenheid.
Gasten die in het resort slapen in de verschillende hotels, kunnen gratis met de bus van het hotel naar de parken, en omgekeerd. Wanneer deze gasten met de auto op de parkeerplaats van het park willen parkeren, kunnen ze dit geheel gratis doen, op vertoning van een bewijs van verblijf in een van de hotels.

## Themagebieden
Disney's Animal Kingdom is opgedeeld in vijf verschillende themagebieden met elk hun eigen attracties, shows, horecagelegenheden en winkels. Kloksgewijs vanaf het ingangsgebied Oasis en rondom het centrale gebied Discovery Island, zijn dit Pandora - The World of Avatar, Africa, Rafiki's Planet Watch, Asia en DinoLand U.S.A. Voorheen bevond zich in het park tevens het themagebied Camp Mickey-Minnie; dit themagebied is vervangen door Pandora - The World of Avatar.

### Oasis
Het thema van Oasis richt zich op nog ongerepte natuur, waarin dieren in een nog door de mens onaangetaste wereld leven. Oasis vormt de ingangszone van het park en bevat daarmee de hoofdingang en alle bijbehorende faciliteiten. De hoofdingang van het park en het entreeplein zijn met name vormgegeven in een Zuid-Californische variant op de arts-and-craftarchitectuur. In dit ingangsgebied is tevens een vestiging van het Rainforest Café te vinden, verwerkt in een rotspartij. Verder bestaat het gebied met name uit twee hoofdpaden die richting Discovery Island lopen, om gasten zo naar het centrale themagebied van het park te leiden. Tussen deze twee hoofdpaden bevinden zich de wandelroutes en dierenverblijven van The Oasis Exhibits. De twee hoofdpaden klimmen afzonderlijk op naar een hoogte van ongeveer 6 meter, om vervolgens weer samen te komen aan de voet van een brug die naar Discovery Island leidt.

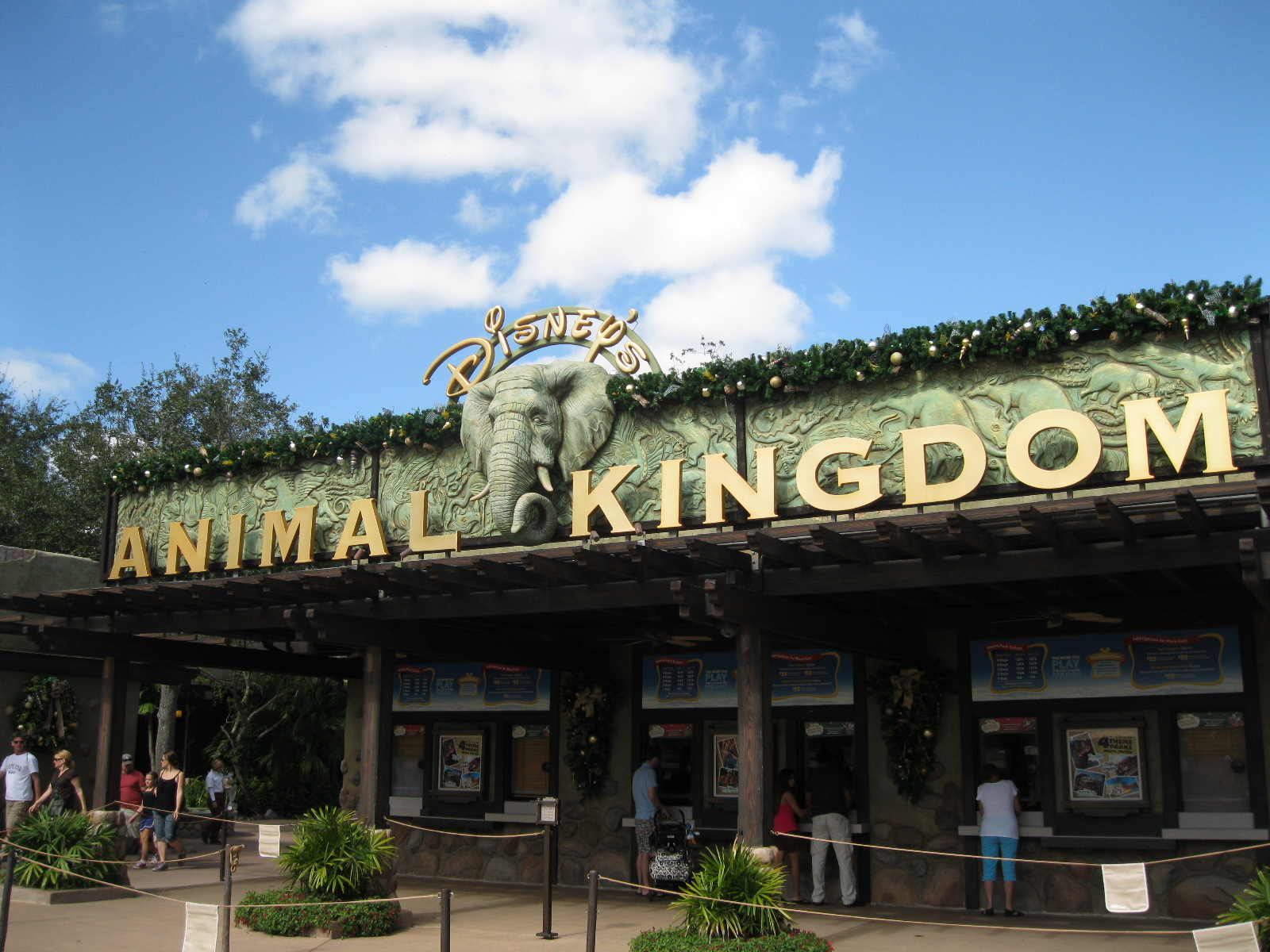
Entree
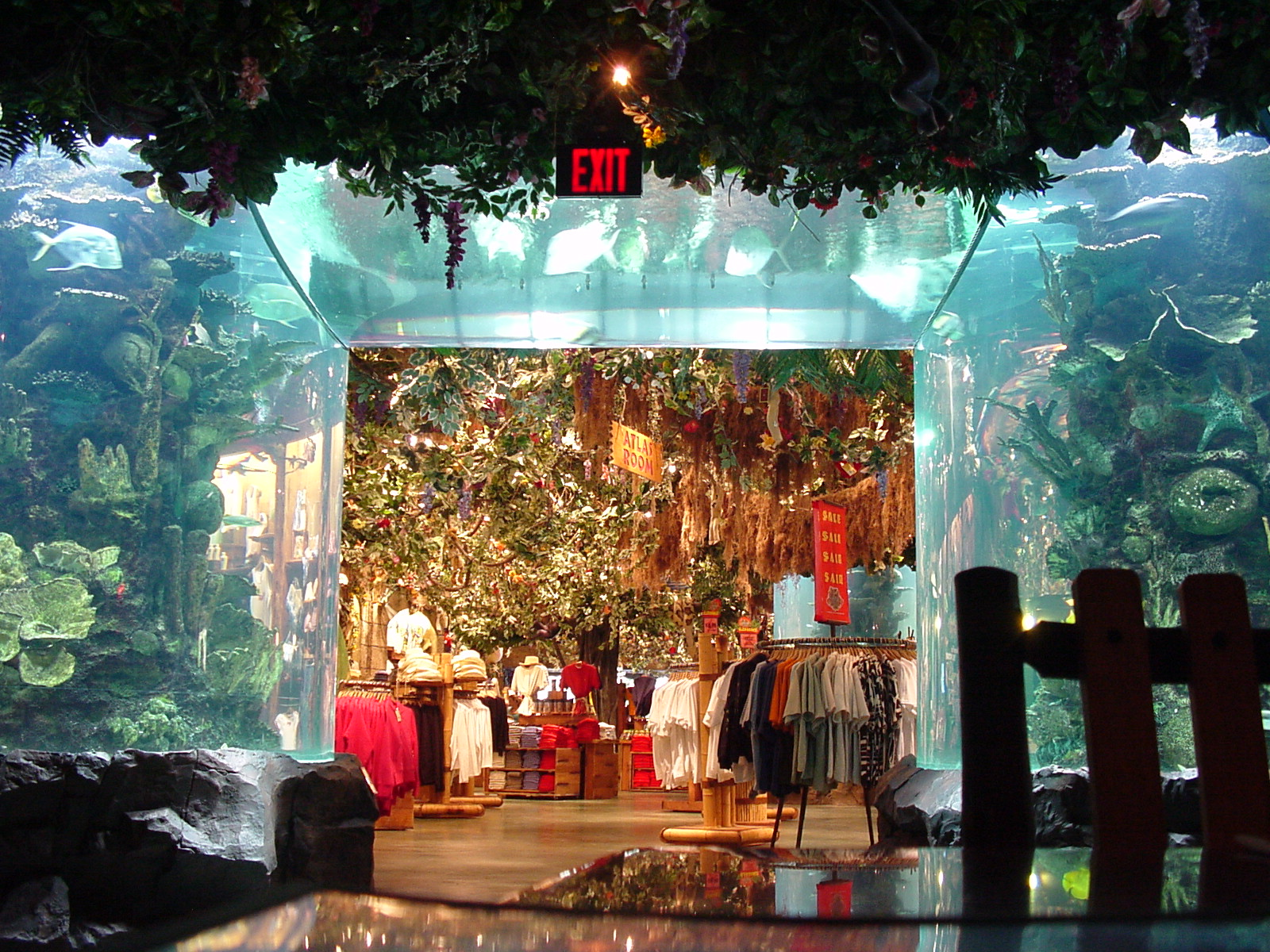
Rainforest Cafe

### Discovery Island
Het thema van Discovery Island richt zich op de menselijke bewondering van en liefde voor de natuur. Dat drukt zich uit in een stijl die dieren weergeeft in een volkskunst, die gebaseerd is op die van culturen op eilanden rond de evenaar, zoals Bali, de Caraïben, Polynesië en de eilanden voor de kust van Afrika. Omgeven door de Discovery River vormt Discovery Island letterlijk een eiland, met op het midden de Tree of Life, het symbool van Disney's Animal Kingdom. Rondom de Tree of Life bevinden zich de wandelroutes en dierenverblijven van de Discovery Island Trails; onder de Tree of Life bevindt zich de attractie It's Tough to be a Bug! Na binnenkomst van het themagebied via de brug vanaf Oasis splits een hoofdweg zich op in twee routes: één route linksom en één route rechtsom het eiland. De route linksom het eiland loopt langs de souvenirwinkel Island Mercantile en de restaurants Pizzafari en Tiffins. De route loopt uit in bruggen naar de themagebieden Pandora - The World of Avatar en Africa. De route rechtsom het eiland loopt langs de souvenirwinkel Discovery Trading Company en het restaurant Flame Tree Barbecue. Deze rechter route mondt uit in bruggen naar de themagebieden Asia en DinoLand U.S.A.

### Pandora - The World of Avatar
Het thema van Pandora - The World of Avatar richt zich op het natuurbehoud op de planeet Pandora uit de film Avatar, één generatie nadat de gebeurtenissen uit deze film hebben plaatsgevonden. Na betreding van het gebied vanuit Discovery Island is allereerst een grote, fictieve plant te vinden, de flaska reclinata. De route leidt vervolgens dieper het gebied in, waar een grote 'zwevende' rotsformatie het middelpunt van het gebied vormt. De weg splitst zich dan in tweeën: de linkerweg leidt onder de rotsformatie door langs de attracties Avatar Flight of Passage en Na'Vi River Journey, de rechterweg leidt naar de wandelroutes van de Valley of Mo'ara. Uiteindelijk komen de twee wegen weer bij elkaar op een plein met daaraan de souvenirwinkel Windtraders en de restaurants Pongu Pongu en Satu'li Canteen. Dit plein is verbonden met een wandelroute die uitloopt op het themagebied Africa.

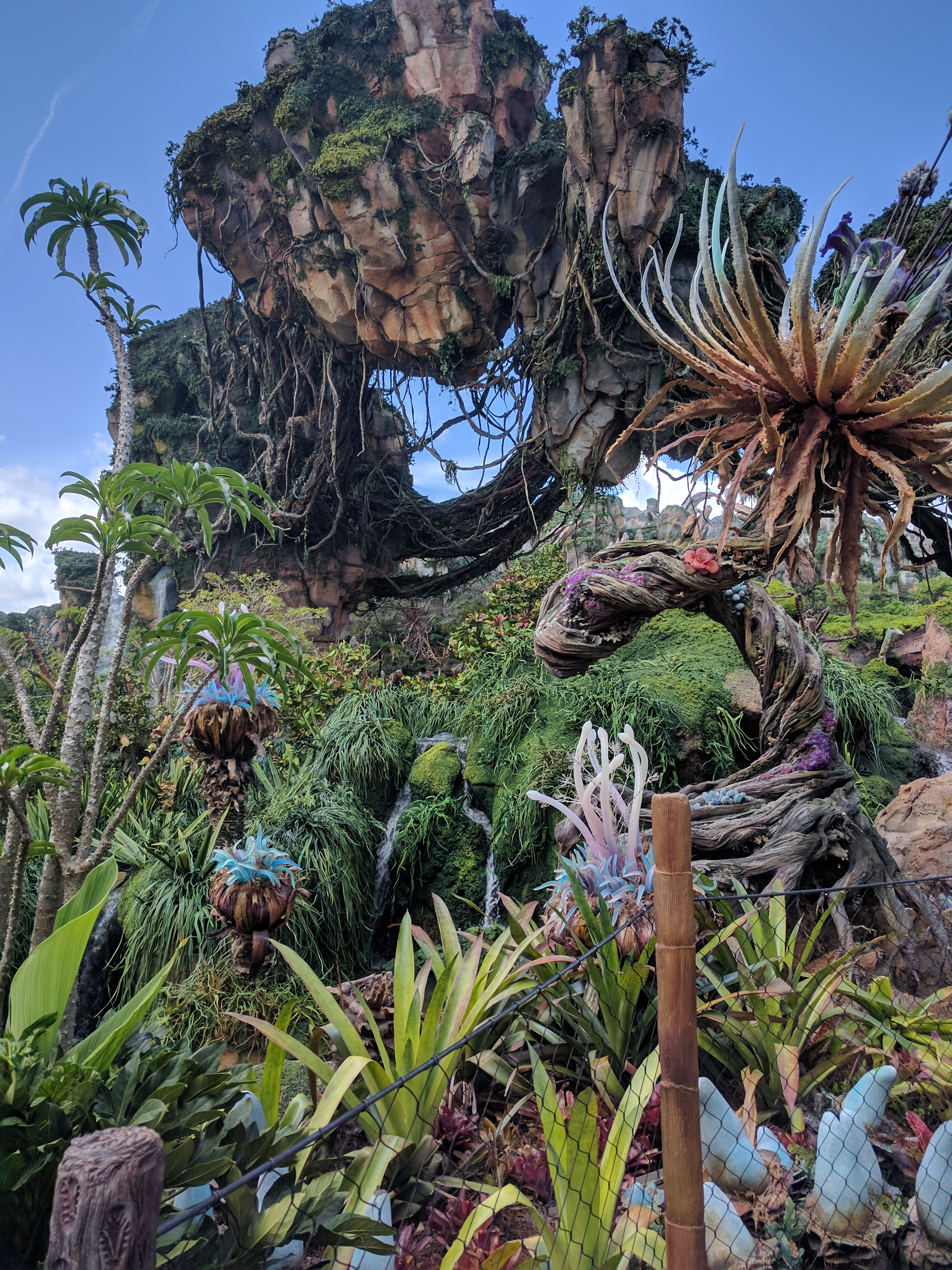
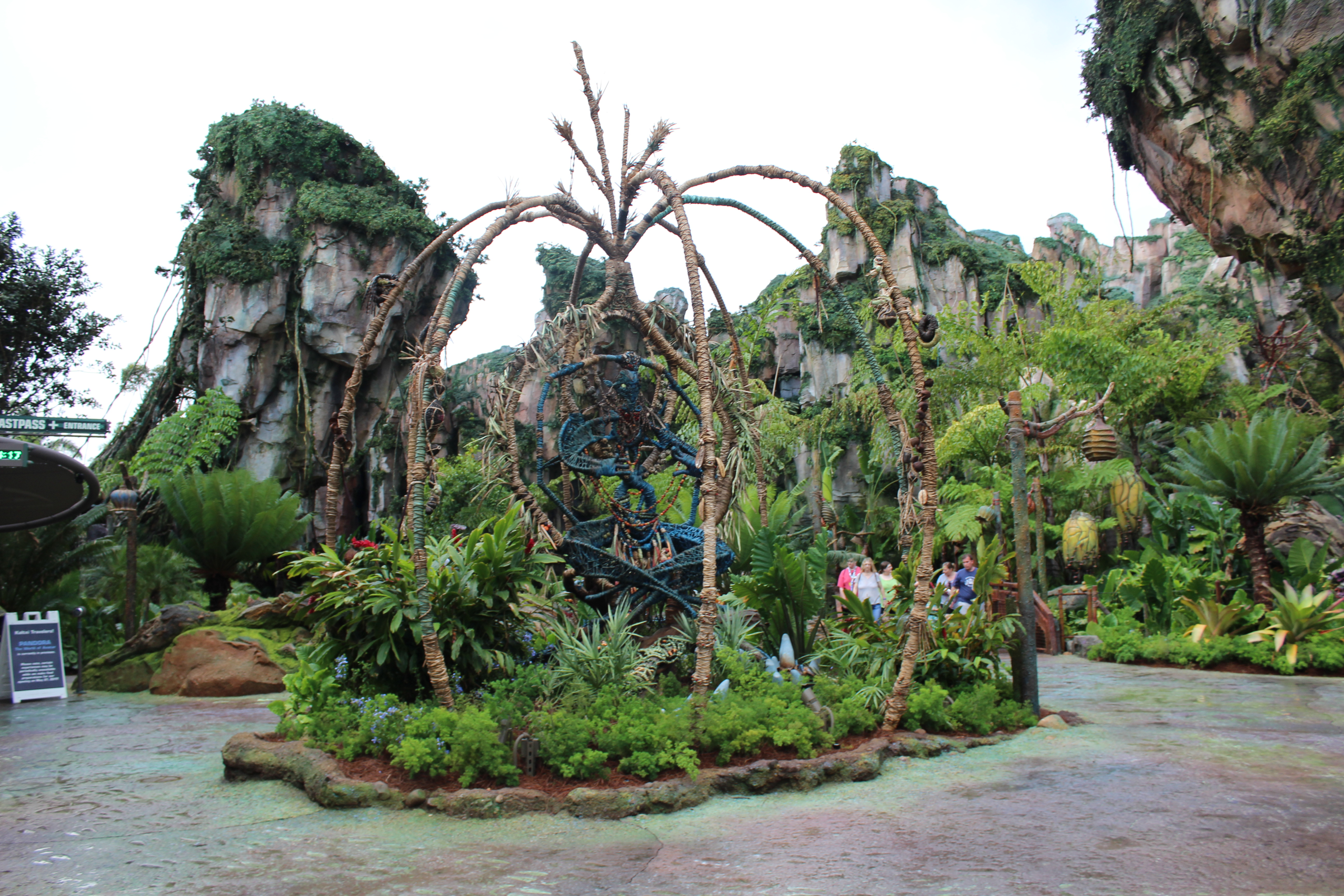
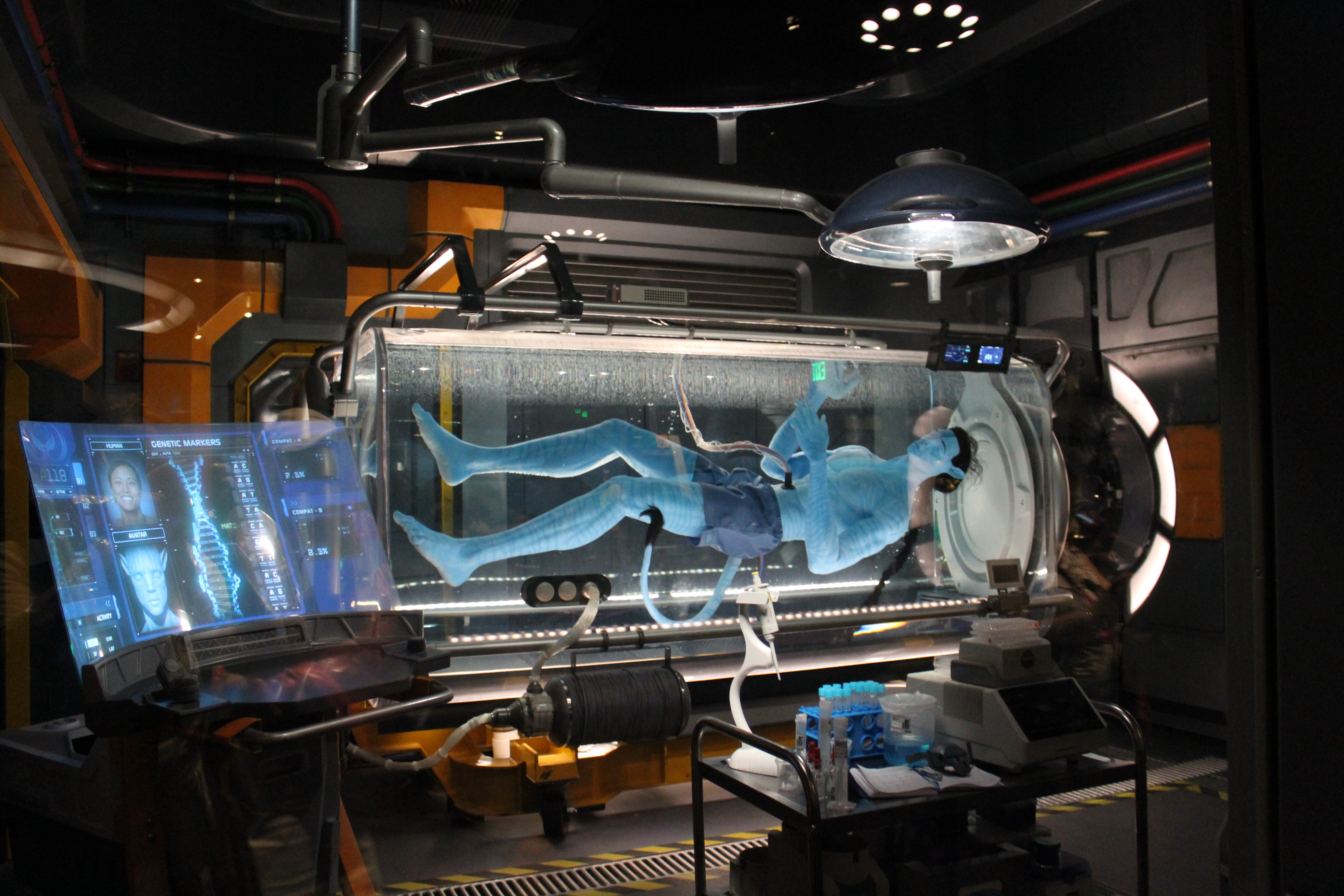
Avatar Flight of Passage

### Africa
The thema van Africa is dat van het fictieve Oost-Afrikaanse vissersdorp 'Harambe' (Swahili: samenwerken), dat tevens aan de voet ligt van het Harambe Wildlife Reserve. Het dorp is een samensmelting van verschillende Afrikaanse stijlen en invloeden, zonder daarbij geografisch en cultureel accuraat te willen zijn en zonder in clichématige stereotypes te willen vervallen. Bij binnenkomst vanuit Discovery Island bevindt zich links het theater waarin de show Festival of the Lion King wordt opgevoerd. Rechtdoor ligt de hoofdstraat van het gebied, met aan de linkerzijde het restaurant Tusker House en aan de rechterzijde enkele souvenirwinkels. Aan het eind van deze hoofdweg ligt een zijstraat die naar de Harambe Market loopt, een plein met enkele horecagelegenheden. De hoofdstraat zelf loopt uit op het Harambe Wildlife Reserve, waarin de attractie Kilimanjaro Safaris en de wandelroutes en dierenverblijven van de Gorilla Falls Exploration Trail zijn te vinden. Tevens bevindt zich in dit gedeelte het station van de WIldlife Express Train, waarvan het parcours naar het themagebied Rafiki's Planet Watch leidt.

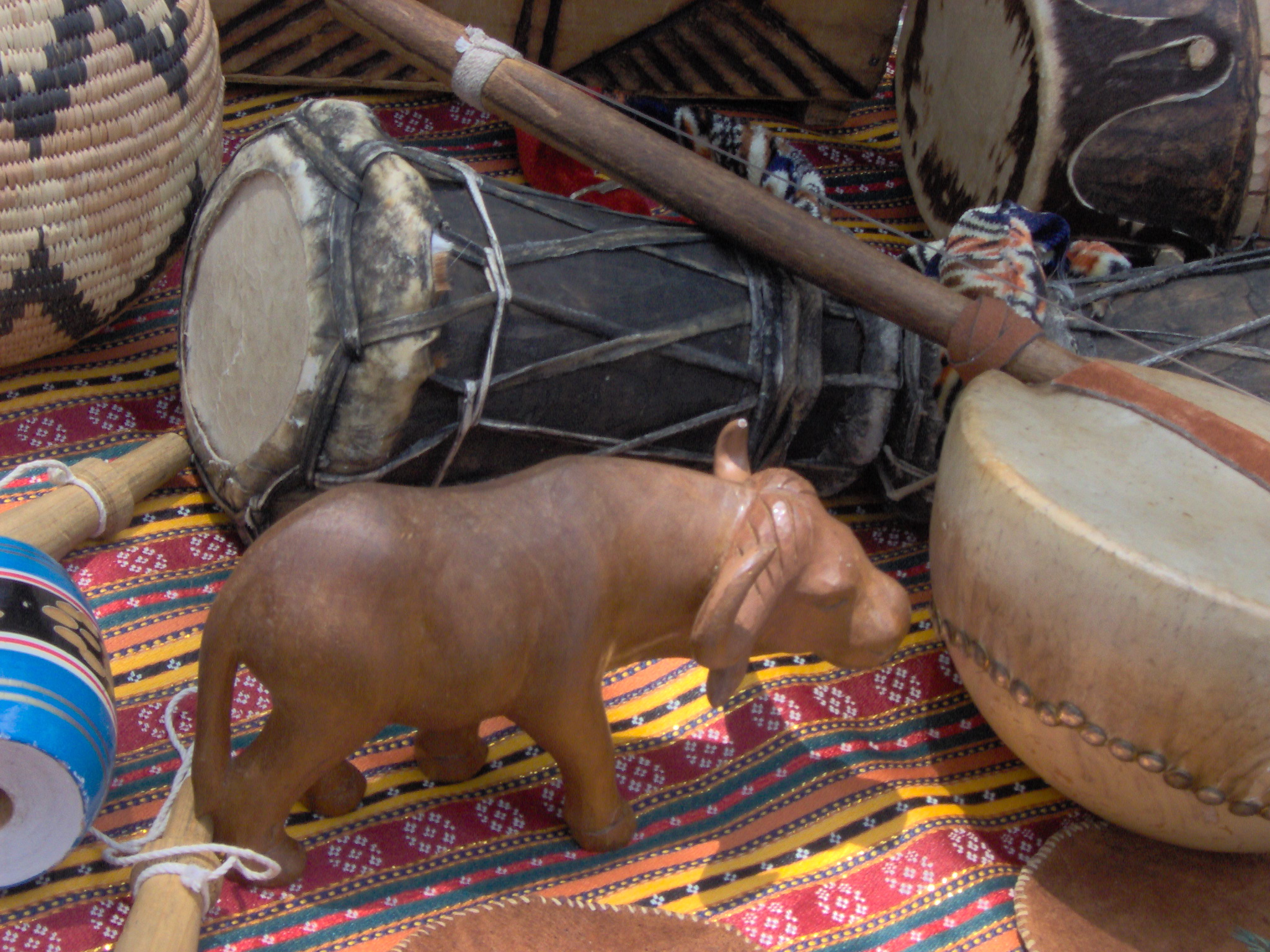
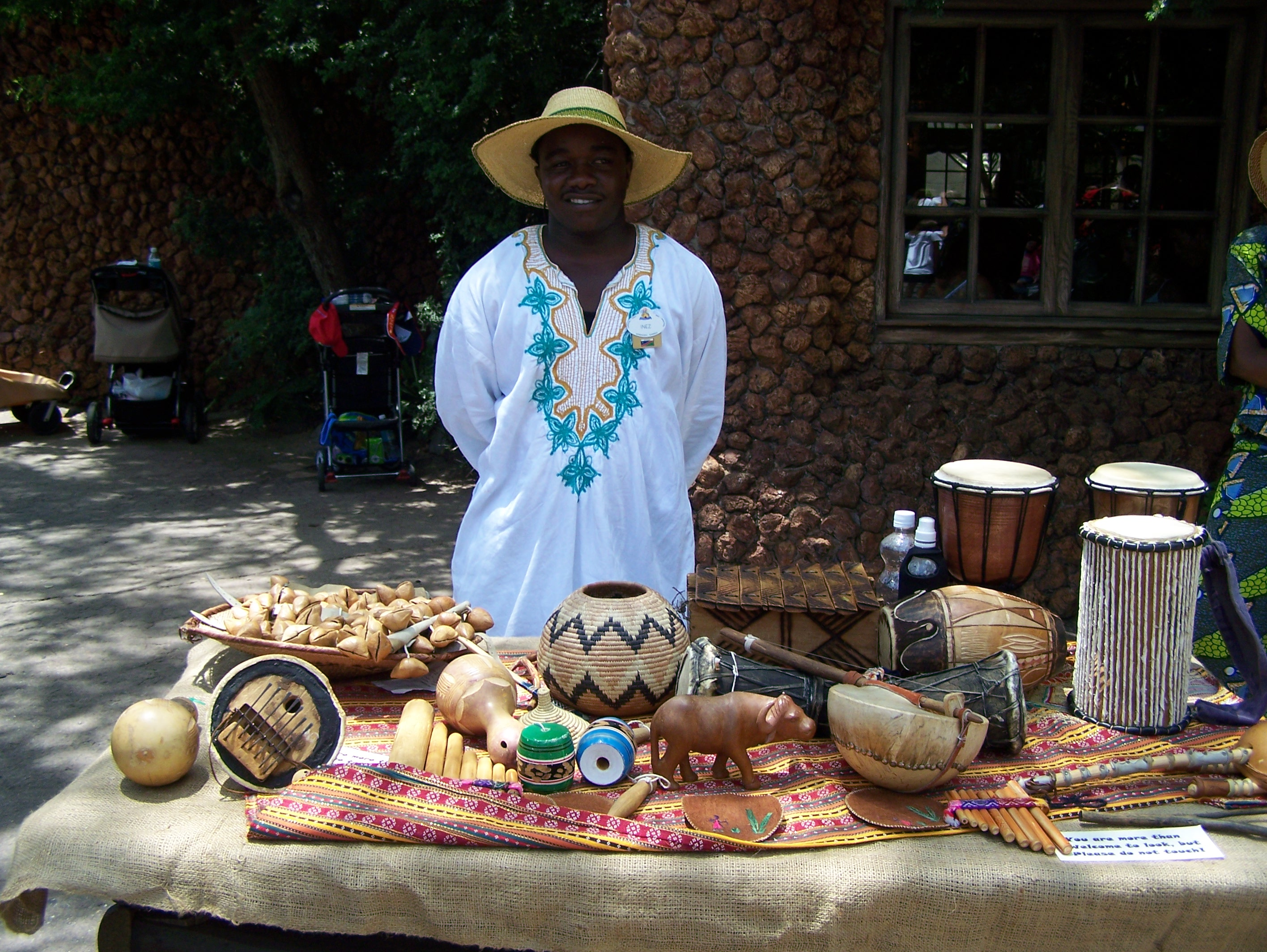
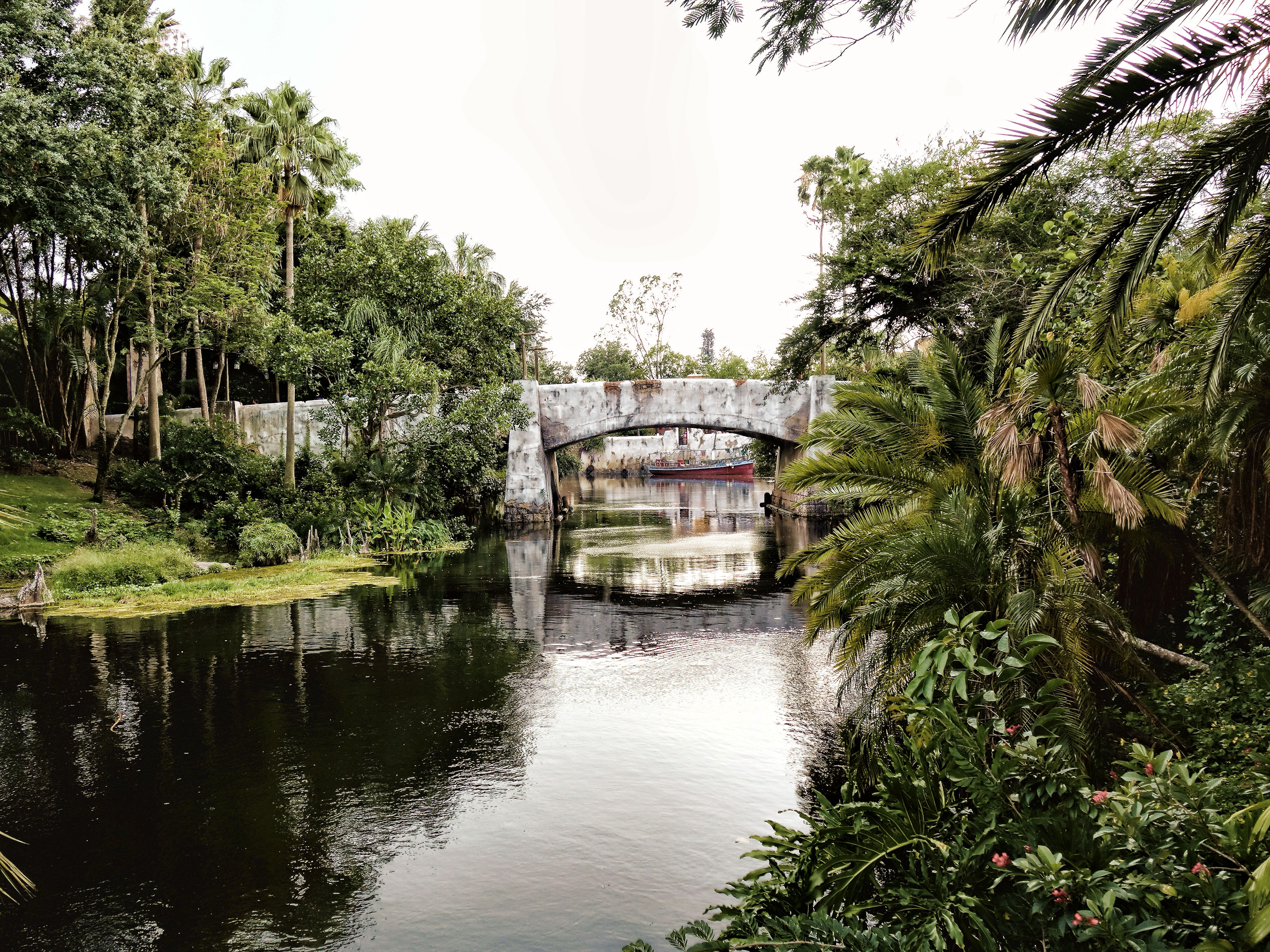
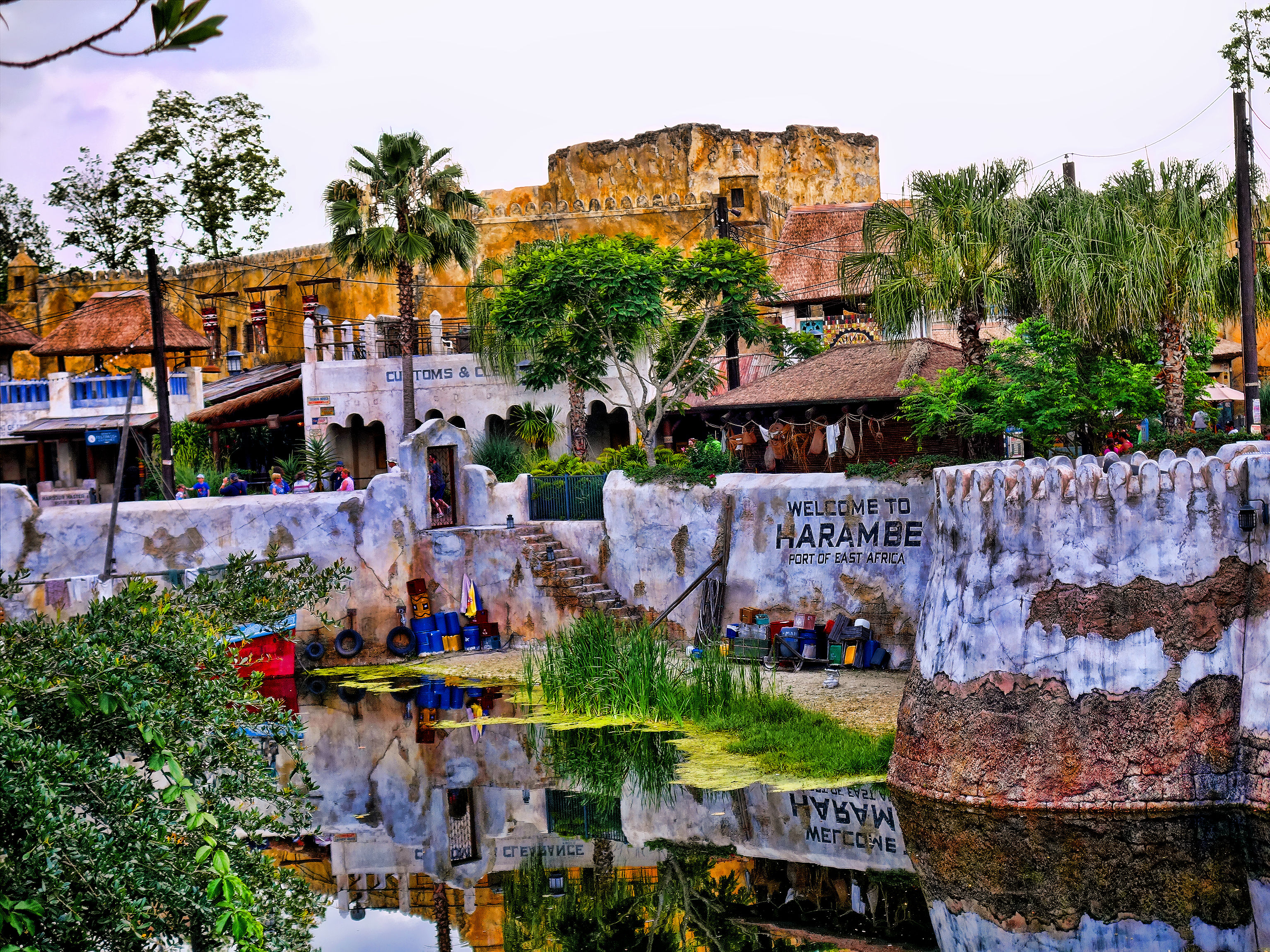
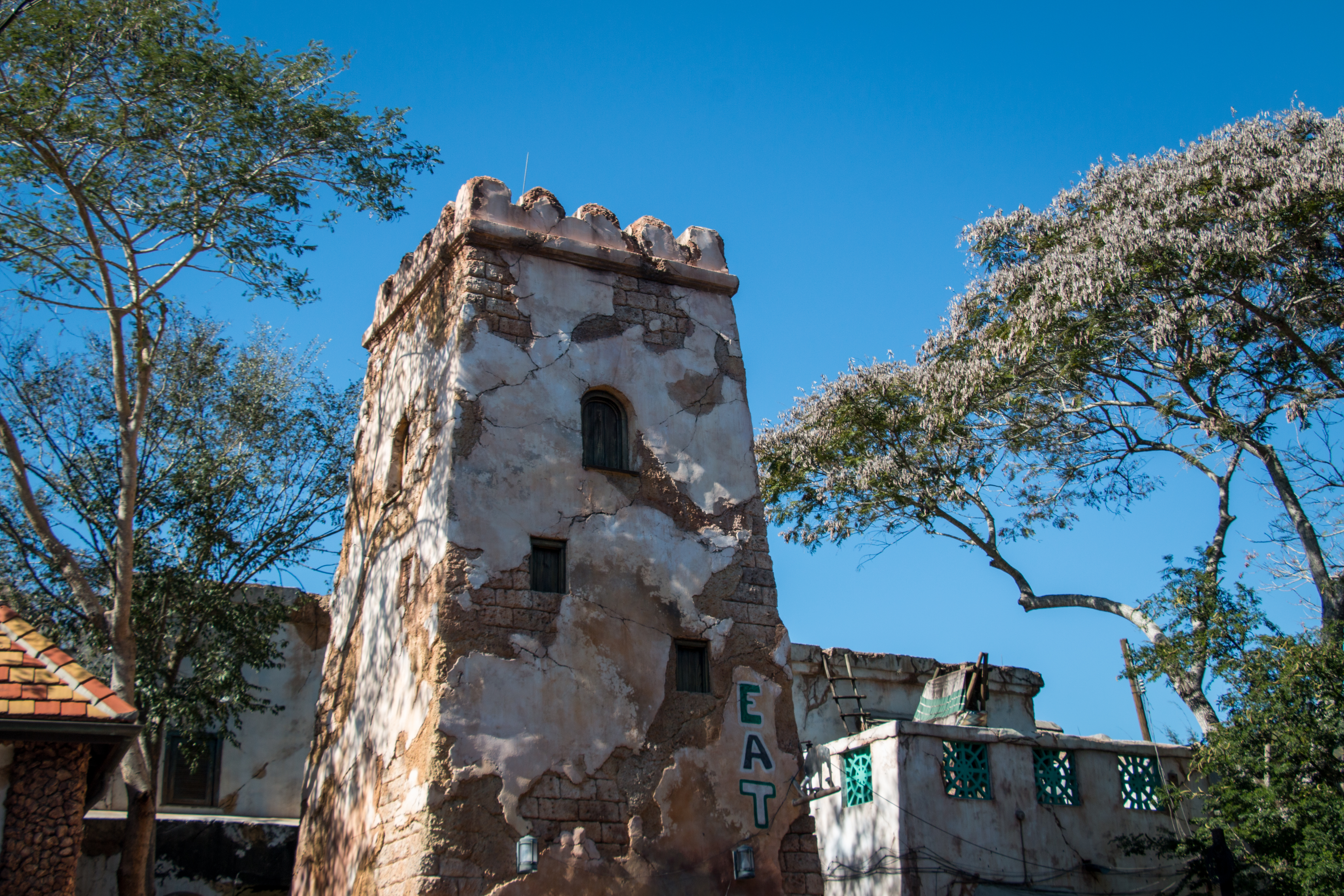
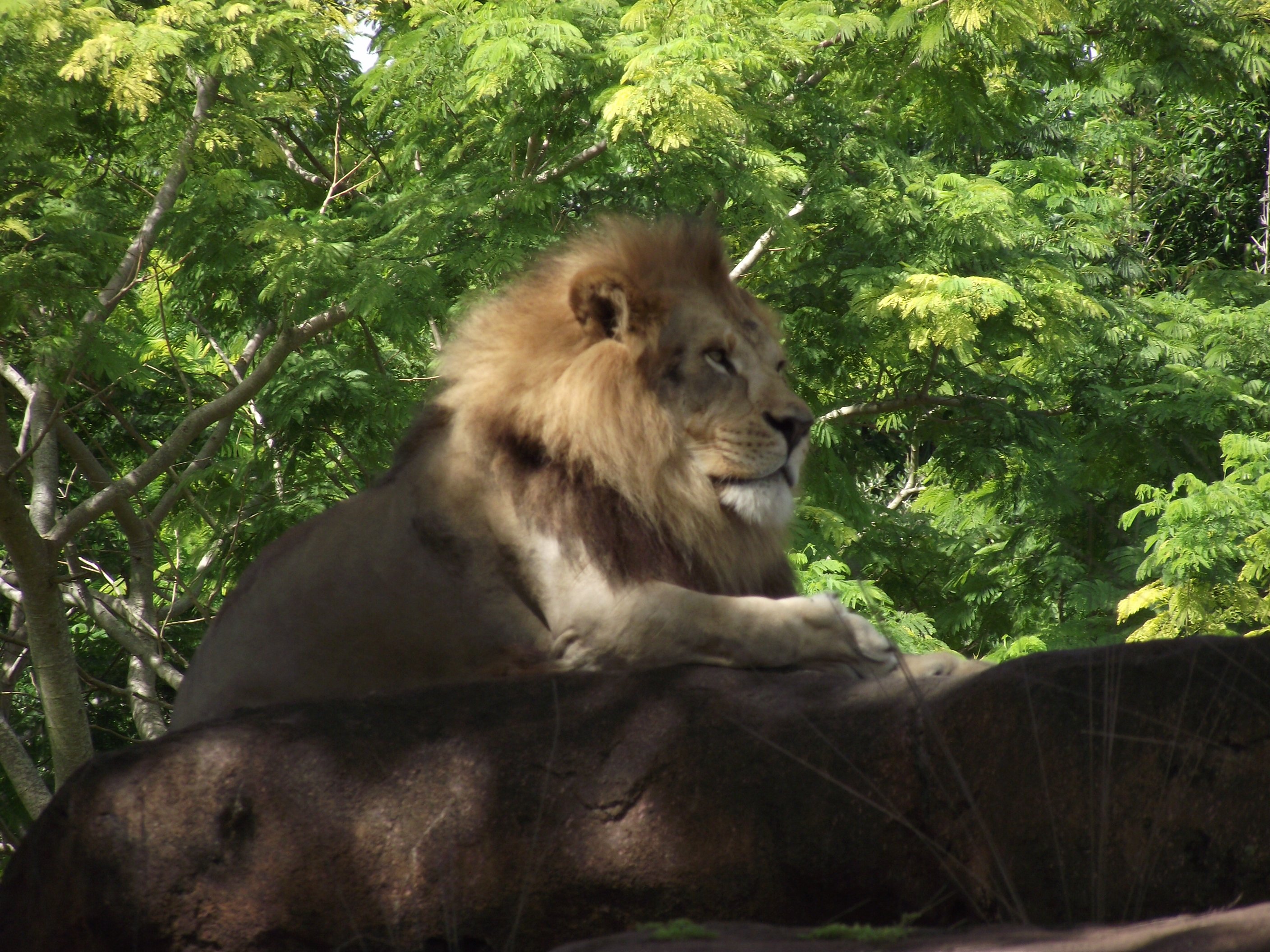
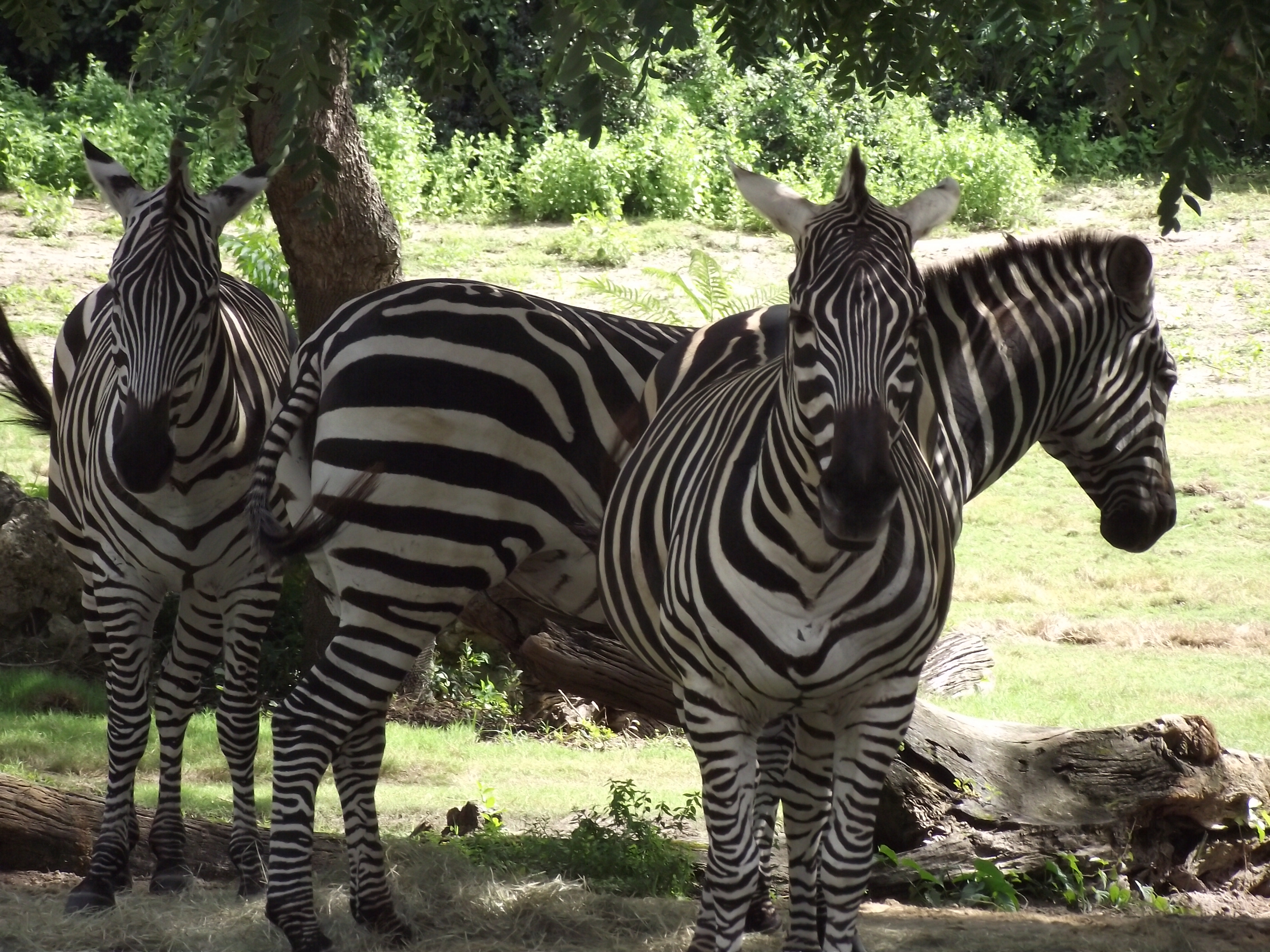

### Rafiki's Planet Watch
Het thema van Rafiki's Planet Watch is dat van natuurbescherming in de echte wereld (dus: niet in de fictieve wereld van Disney's Animal Kingdom). Dat drukt zich uit in een kijkje achter de schermen van de dierenverzorging in Disney's Animal Kingdom, maar ook in de aanmoediging van natuurbescherming richting de gasten van het park. Het gebied is enkel te bereiken met de Wildlife Express Train, die vertrekt vanuit Africa. Vanuit het treinstation in Rafiki's Planet Watch, loopt een hoofdpad doorheen de dierenverblijven en tentoonstellingen van Habitat Habits naar Conservation Station toe, de hoofdattractie van dit themagebied. Naast Conservation Station is de kinderboerderij van Affection Section te vinden. De terugweg naar Africa loopt terug via dezelfde route, wederom via de Wildlife Express Train.

### Asia
Het thema van Asia is dat van het fictieve Zuid-Aziatische rijk van 'Anandapur' (Sanskriet: plaats van genoegen). Het valt grofweg op te delen in twee onderdelen: het dorp Anandapur en het dorp Serka Zong (Sanskriet: fort op de afgrond). De brug vanaf Discovery Island leidt allereerst naar het dorp Anandapur. Op de weg van Africa naar het dorp Anandapur ligt de Caravan Stage, waar de vogelshow Flights of Wonder wordt opgevoerd. In het dorp Anandapur zelf bevindt zich een vestiging van Yak & Yeti Restaurant, samen met enkele souvenirwinkels. Tevens bevindt zich er de attractie Kali River Rapids (gelegen op de Chakranadi River (Sanskriet: rivier die in een cirkel loopt)) en liggen er de wandelroutes en dierenverblijven van de Maharajah Jungle Trek. In het dorp van Anandapur zelf zijn nog de dierenverblijven van de siamang en de witwanggibbon te vinden.

Een weg vanuit Anandapur-dorp langs de Discovery River leidt vervolgens naar het dorp Serka Zong, dat voornamelijk geïnspireerd is op Zuid-Aziatische culturen aan de voet van de Himalaya. Het dorp ligt aan de voet van een 60 meter hoge bergconstructie, die the forbidden mountain wordt genoemd en een verwijzing is naar Mount Everest. Op, in en rondom deze bergconstructie ligt dan ook de attractie Expedition Everest. Op de weg vanuit Serka Zong naar DinoLand U.S.A. (langs de oevers van de Discovery River) ligt de tribune voor de avondshow Rivers of Light.

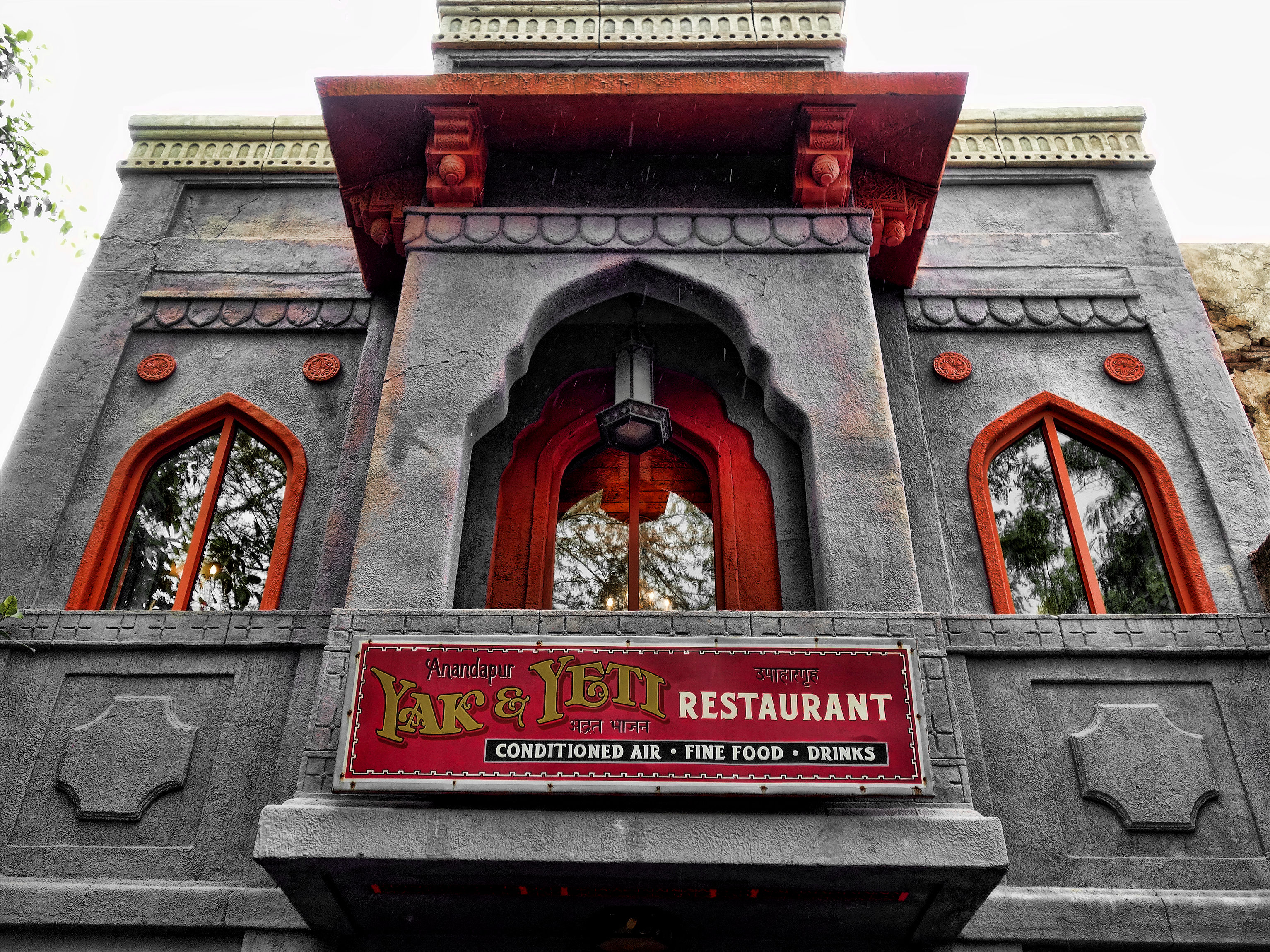
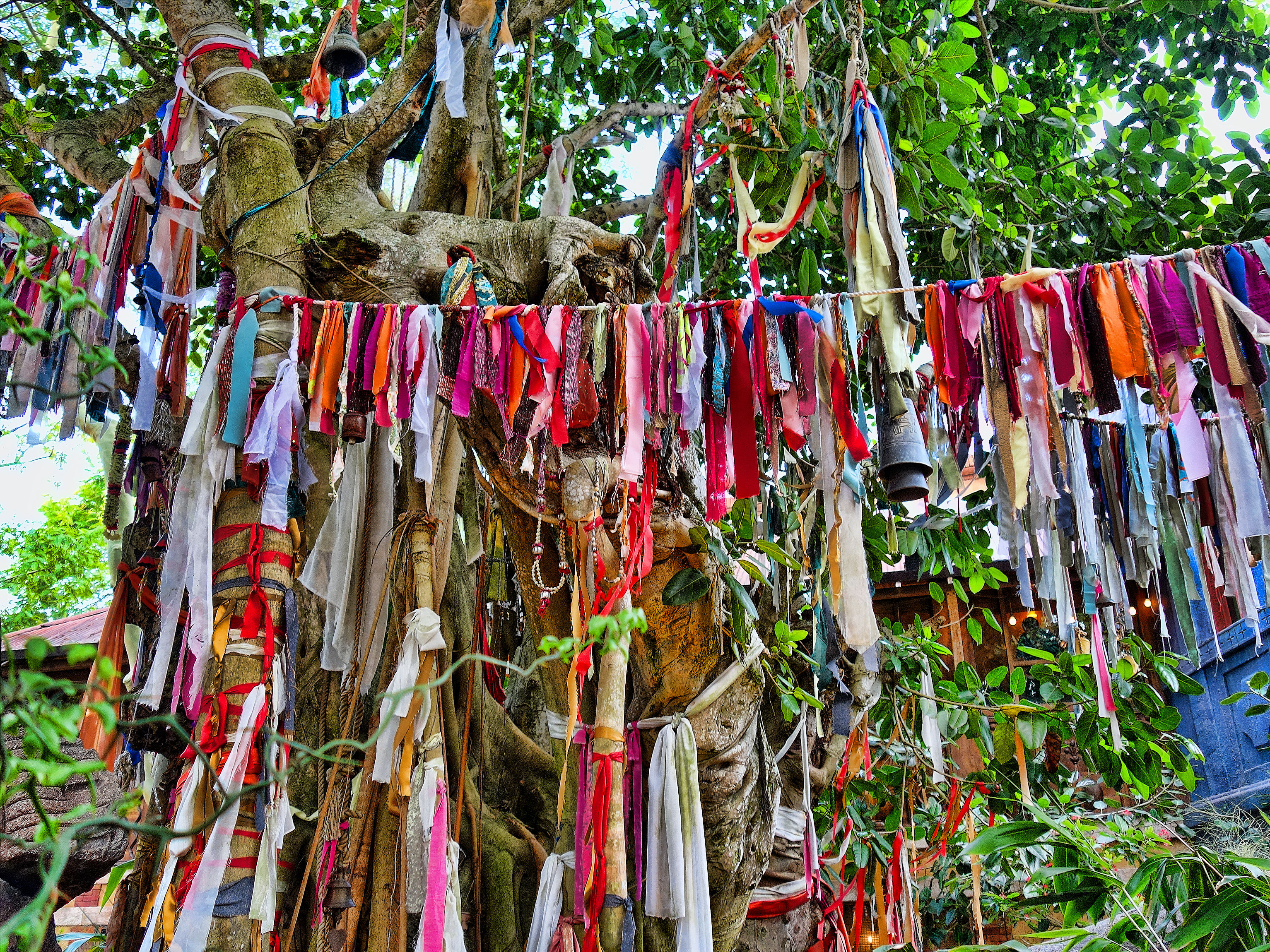
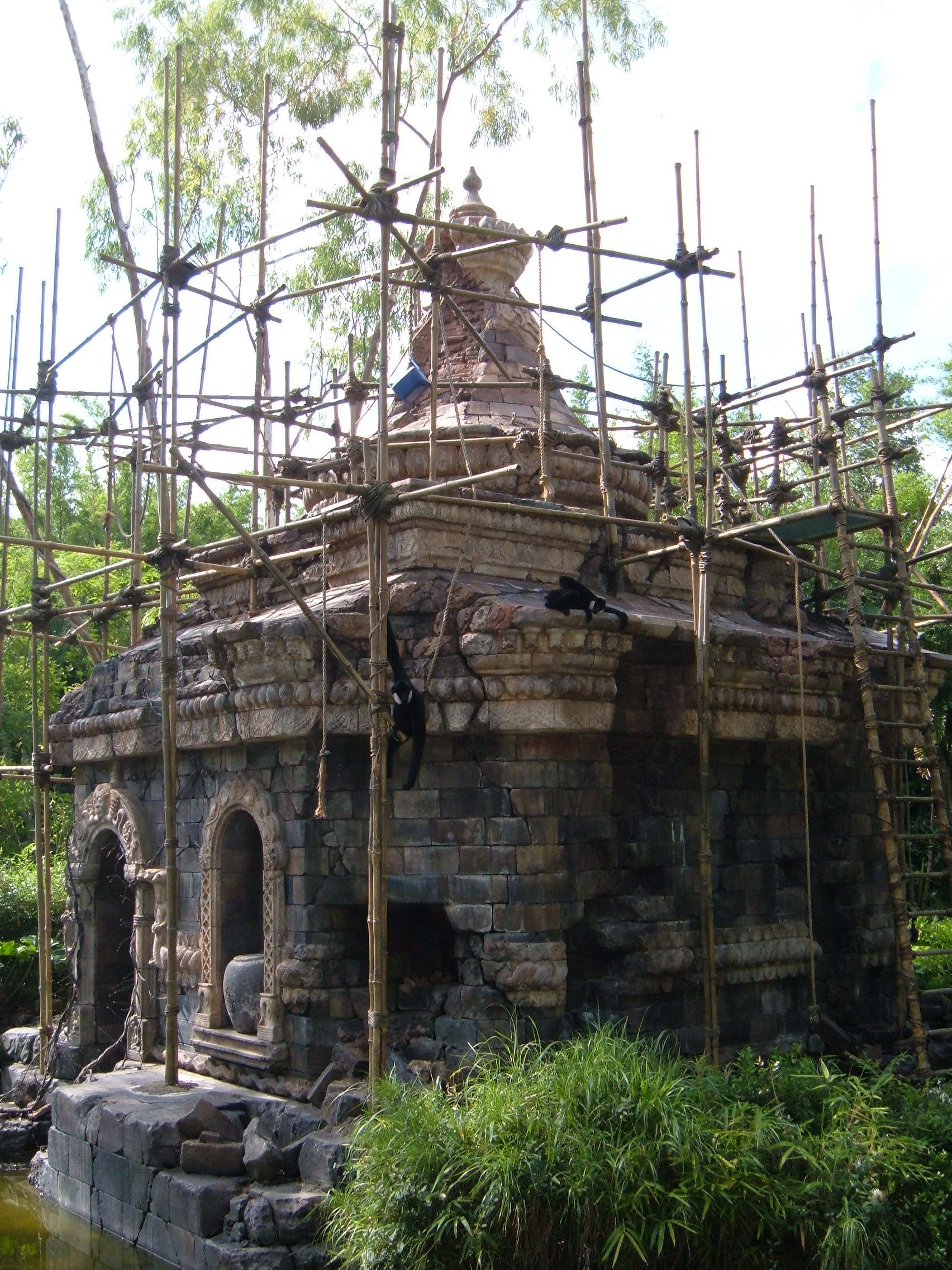
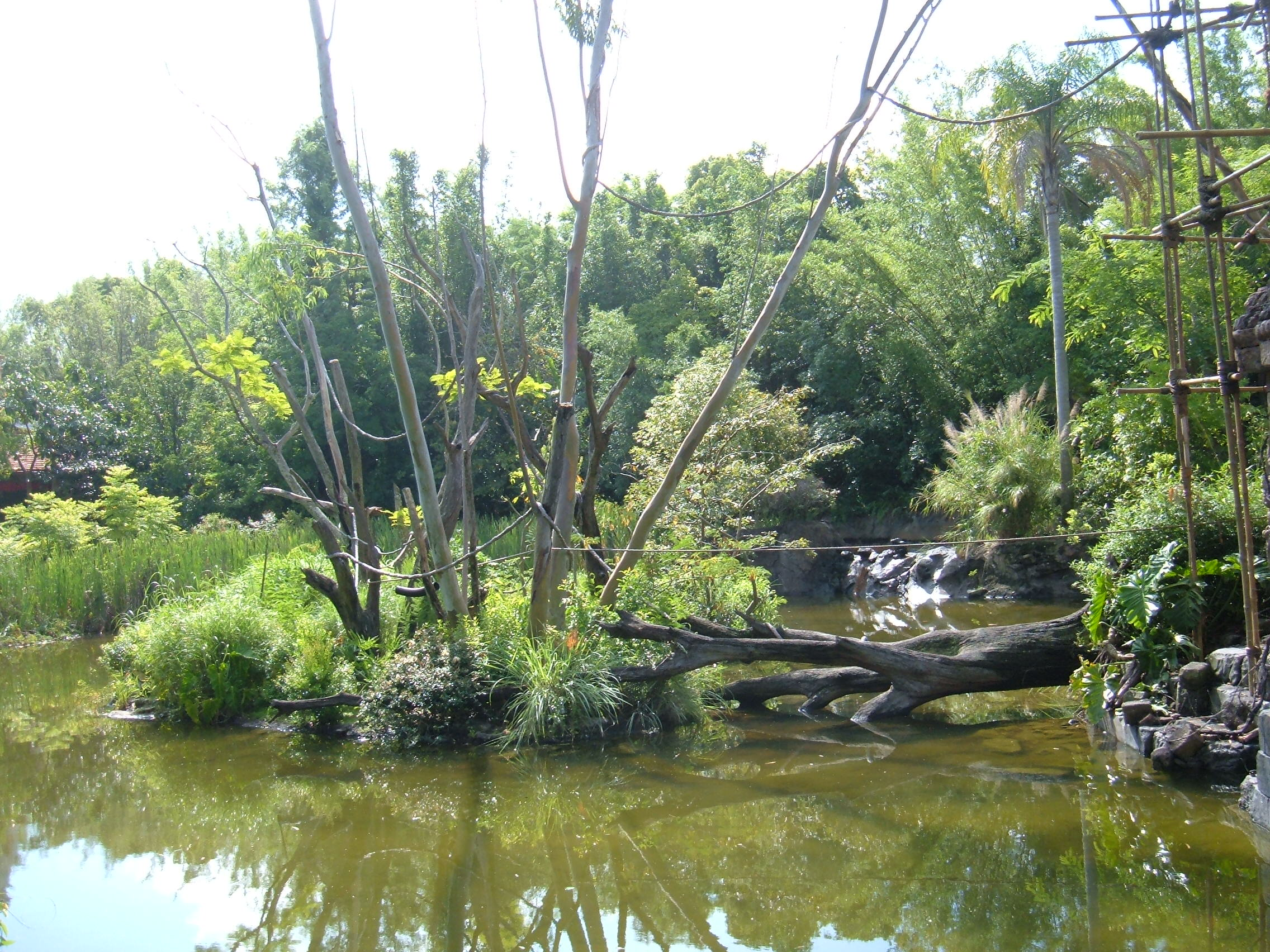
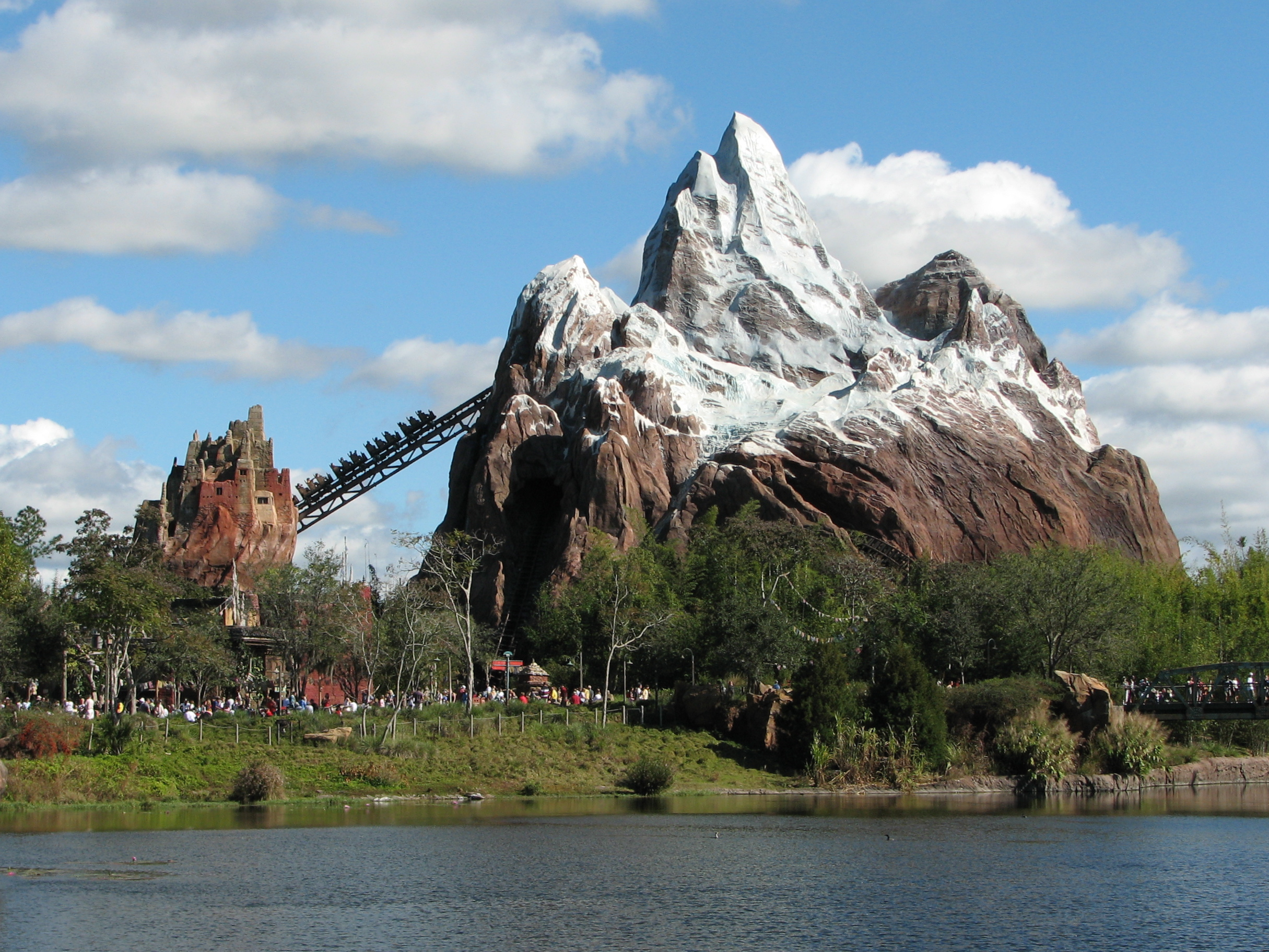
Expedition Everest
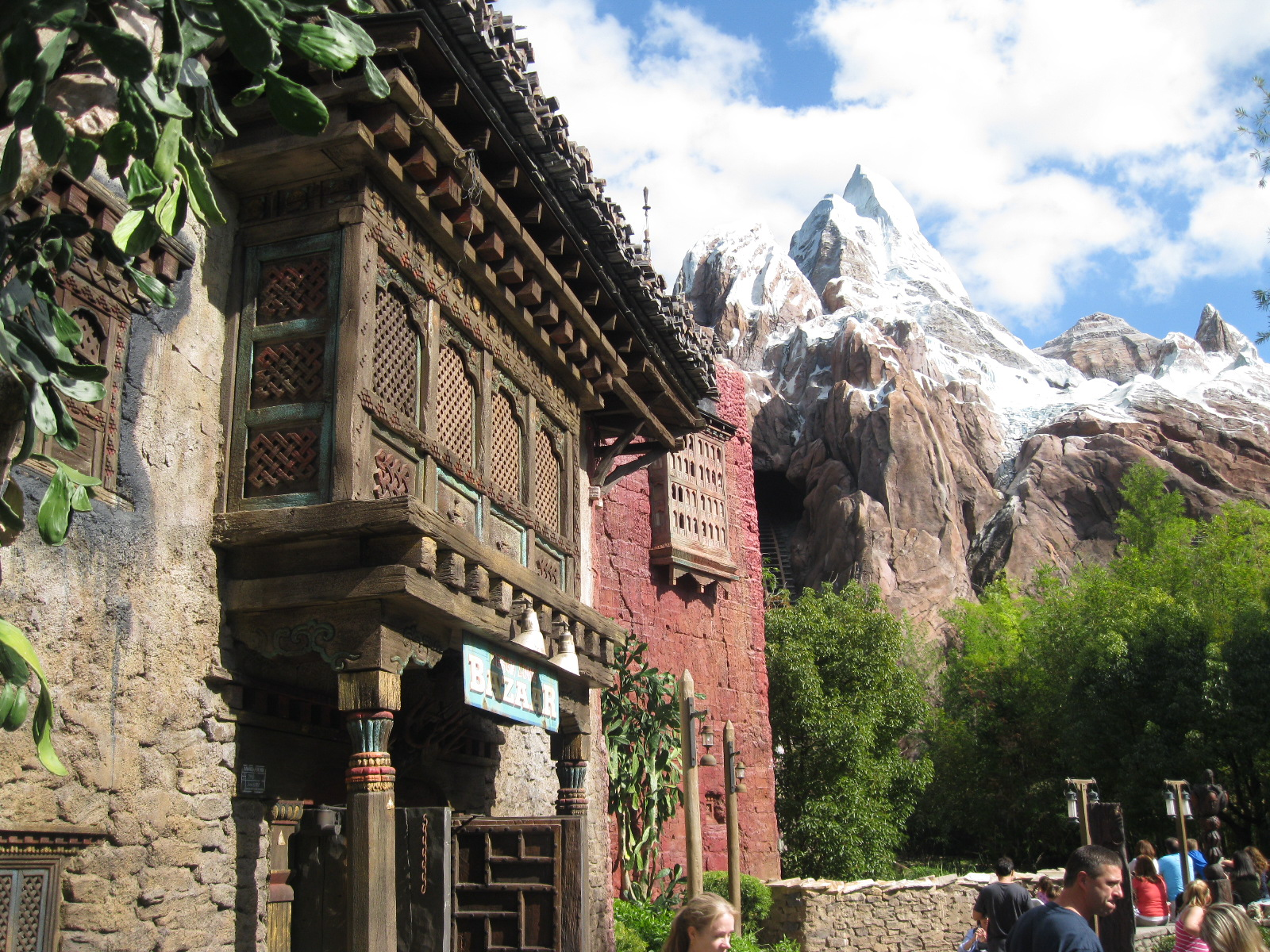
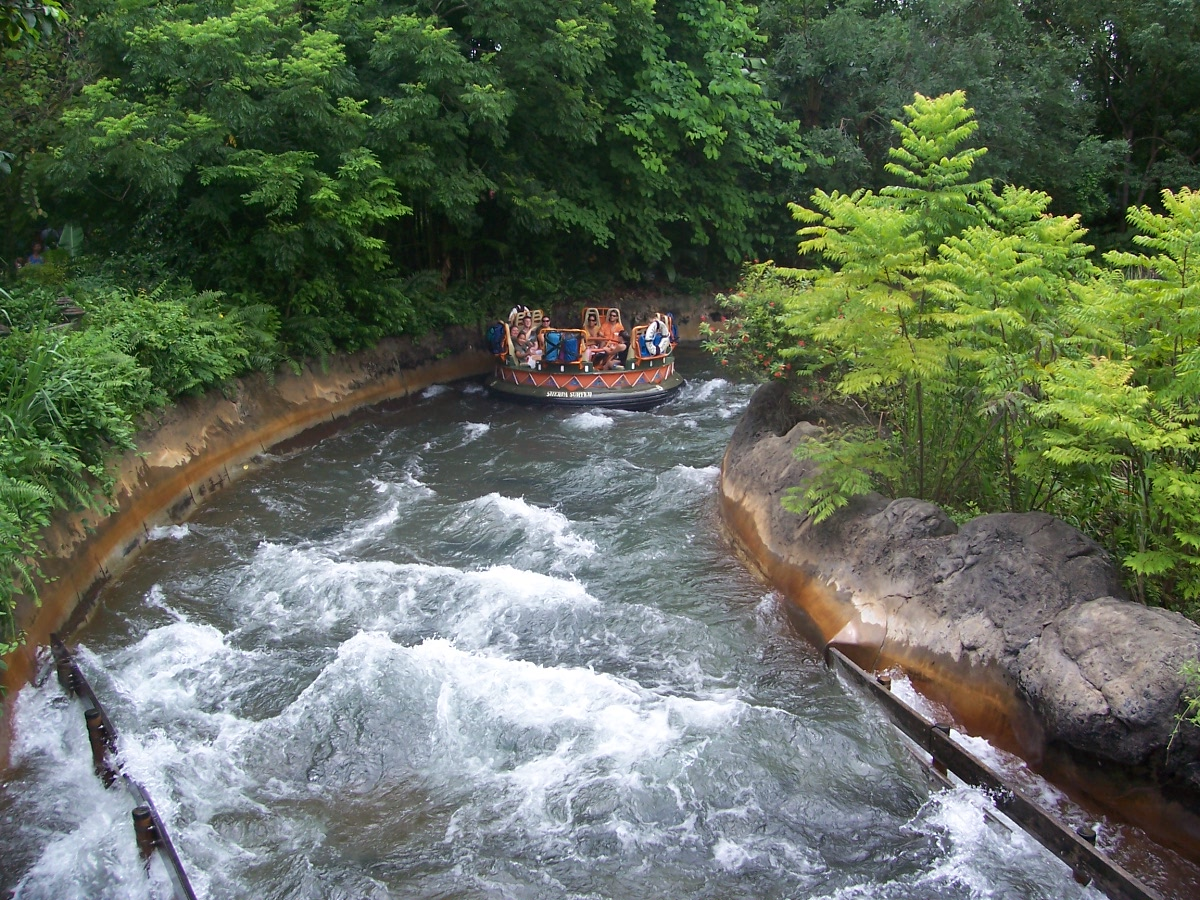

### DinoLand U.S.A.
Het thema van DinoLand U.S.A. richt zich op de fascinatie over en relatie van mensen tot dinosaurussen. Het gebied is op te delen in 3 onderdelen: een gebied met archeologische opgravingen, een gebied van het fictieve Dino Institute en het kermisgebied van Chester and Hester's Dino-Rama. In het gebied met archeologische opgravingen zijn de speeltuin The Boneyard en het restaurant Restaurantosaurus te vinden. Tevens zijn in dit gedeelte de dierenverblijven te vinden van Abdims ooievaar, de kuifseriema, de spitssnuitkrokodil en de sporenschildpad. In het gebied van het Dino Institute is de attractie DINOSAUR te vinden, samen met Dino-Sue en de wandelroutes van de Cretaceous Trail. In Chester and Hester's Dino-Rama, een kermis met een dinosaurus-aankleding, is de attracties TriceraTop Spin te vinden, vergezeld door de Fossil Fun Games. Op de weg die van DinoLand U.S.A. naar Asia loopt, ligt het Theater in the Wild waar Finding Nemo - The Musical wordt opgevoerd.

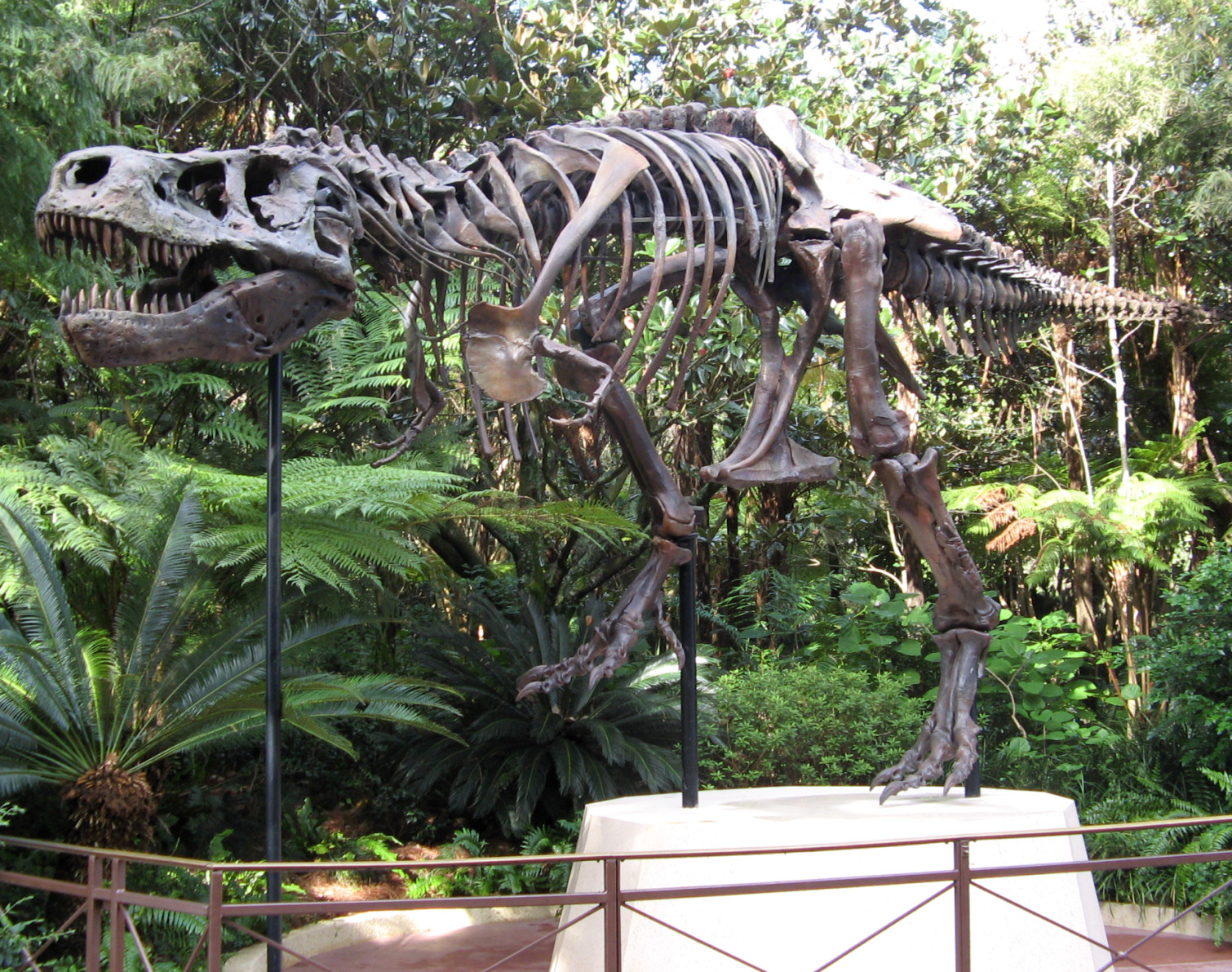
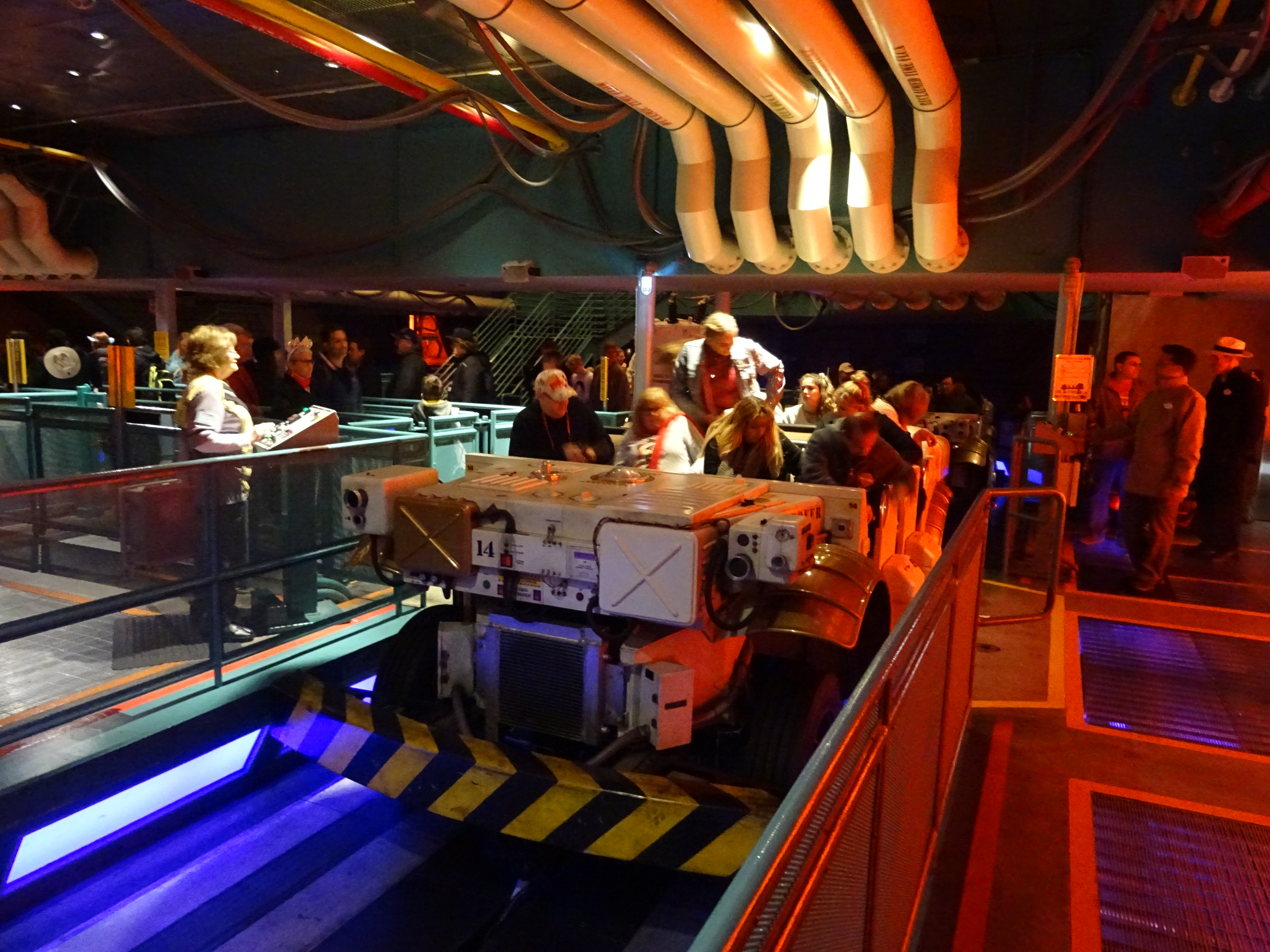
Dinosaur
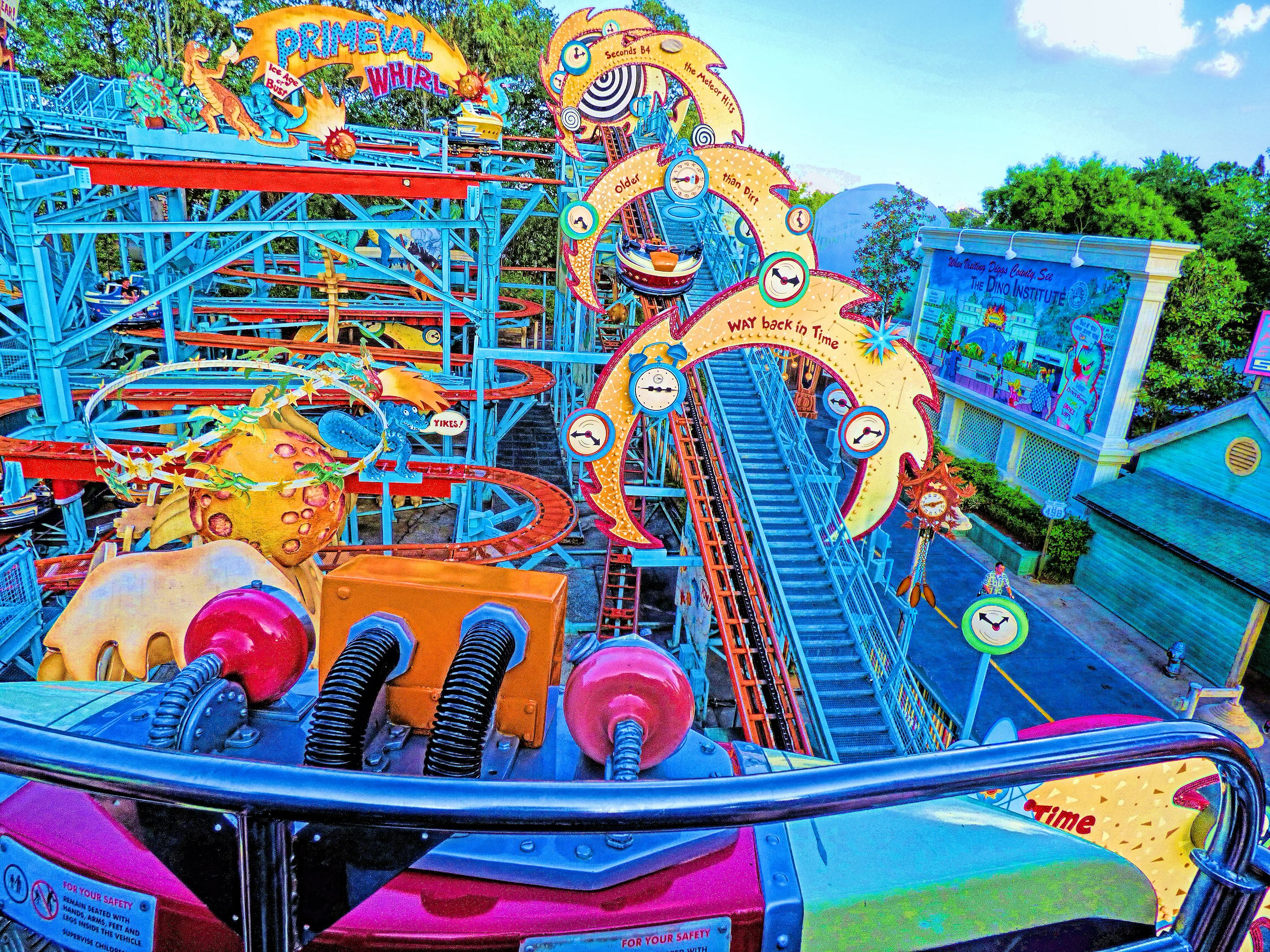

## Nooit gerealiseerde plannen
Disney's Animal Kingdom is opgebouwd rond drie principes: de dieren die vandaag de dag nog bestaan, de dieren die zijn uitgestorven en dieren in verhalen. De eerste twee principes zijn duidelijk terug te vinden in het park, het laatste principe is echter nooit op zo'n grote schaal gerealiseerd. In de plannen is het laatste principe wel terug te vinden.
Het originele ontwerp voor Disney's Animal Kingdom bevatte ook een eigen themadeel voor de dieren uit verhalen: Beastly Kingdom, een land wat gebaseerd was op dieren die nooit bestaan hebben en nooit zullen bestaan. Het budget kon nóg een themadeel echter niet aan, en het werd geschrapt van de agenda. In plaats daarvan is op de geplande locatie nu Camp Minnie-Mickey te vinden.
In het themadeel zouden zich eenhoorns, draken en zeemonsters bevinden. Zowel goede als kwaadaardige dieren zouden in dit themadeel een plaatsje krijgen.
- Het slechte deel zou gedomineerd worden door de Dragon Tower, een kasteelruïne waarin een reusachtige draak woonde, die een schat in een torenkamer bewaakte. Het kasteel zou ook bewoond worden door een aantal vleermuizen, die de schat probeerden te stelen. Door deze ruïnes zou een achtbaan lopen, waarin de bezoekers door de vleermuizen werden uitgedaagd de schat te stelen, en een ontmoeting met de draak leidde tot een climax en eindpunt.
- Het goede deel zou thuis zijn aan Quest of the Unicorn, een doolhof vol middeleeuwse wezens, waarin je uiteindelijk op zoek ging naar de grot waarin een eenhoorn verstopt zat. Ten slotte zou hier ook nog een boottochtje door scènes uit de film Fantasia moeten liggen, Fantasia Gardens genaamd.

Er zijn nog wel enkele zaken in en rondom Disney's Animal Kingdom die naar dit themagedeelte verwijzen.
- Een deel van de parkeerplaats heet Unicorn (Nederlands: eenhoorn).
- Het silhouet van een draak komt voor in het logo van Disney's Animal Kingdom.
- Er stond een drakenfontein vlak bij Camp Minnie-Mickey.
- Boven de kassa's aan de entree van het park, bevindt zich één drakenkop.
- Er werd vuur gespuwd uit een grot vlak bij Camp Minnie-Mickey, waarop verteld zou worden door medewerkers van het park dat daar een draak woonde.
- Een van de speeltjes van de Happy Meals van McDonald's in het Disney's Animal Kingdom-thema, was een draak.

Toch is er één duidelijk eerbetoon aan het nooit gerealiseerde themadeel. In de attractie Expedition Everest komt men oog in oog te staan met de yeti, een wezen waarvan het bestaan nog nooit is aangeduid. Toch stopt het hier, uit een citaat van een interview met Joe Rohde uit 2000: "We had a vision and now it's become a place holder. We have all kinds of ideas and not all of them fit with the theme of Beastly Kingdom. I'm not even convinced there will be a Beastly Kingdom."
De toevoeging van Pandora - The World of Avatar lijkt deze bewering echter onderuit te halen, omdat dit themagebied in zijn geheel op fictieve flora en fauna is gebaseerd (namelijk: die uit de film Avatar). Pandora - The World of Avatar ligt op dezelfde locatie als waar Beastly Kingdom was gepland.

## Fokprogramma
Als een dierenpark probeert ook Disney's Animal Kingdom mee te doen aan een fokprogramma, en zo haar diersoorten te behouden in het park. Sinds de opening van het park in 1998, heeft een van de olifanten al 4 kalfjes op de wereld gezet. Er zijn al 11 geboorten van giraffen vastgesteld in het park, met de laatste in 2008.
In 1999, één jaar na de opening, werd er al een jonge witte neushoorn geboren. In 2006 werd deze neushoorn samen met een andere neushoorn uit het park overgedragen aan het Ziwa Animal Sanctuary in Oeganda. De neushoorn was hier een bedreigde diersoort geworden, vanwege de burgeroorlog. Inmiddels heeft het in het Disney's Animal Kingdom geboren dier zelf een dier op de wereld gezet in Oeganda.
Op dit moment bevat het park meer dan 300 verschillende soorten zoogdieren, vogels, reptielen en amfibieën, meer dan 50 soorten vissen en meer dan 40 soorten insecten.